# Roman Catholic Relief Act 1829
 (décembre 2023).
Si vous disposez d'ouvrages ou d'articles de référence ou si vous connaissez des sites web de qualité traitant du thème abordé ici, merci de compléter l'article en donnant les références utiles à sa vérifiabilité et en les liant à la section « Notes et références ».
Le Roman Catholic Relief Act 1829  (également appelé Catholic Emancipation Act), est une loi adoptée le 13 avril 1829 par le parlement du Royaume-Uni rétablissant les catholiques du pays (comprenant alors l’Irlande) dans tous leurs droits civiques, si ce n’est quelques dérogations touchant l’accession au trône de Grande-Bretagne.  Elle est l’aboutissement d’un long processus d’émancipation des catholiques menée par les catholiques d’Irlande et leur leader, l’avocat Daniel O’Connell.  

## Histoire
Après la mort, le 1er janvier 1766, du dernier prétendant jacobite (catholique) au trône d’Angleterre, Jacques François Stuart, le Saint-Siège reconnut la légitimité de la dynastie de Hanovre. Cela permit un rapprochement entre l'Église catholique et le Royaume-Uni.
Au cours des 63 années qui suivent divers projets de loi sont présentés au Parlement en vue d'abroger les restrictions concernant la pratique du culte et d’autres aspects du catholicisme, mais ces projets rencontrèrent une forte opposition politique particulièrement durant les guerres napoléoniennes.  À part le Catholic Relief Act de 1778 et un autre Catholic Relief Act en 1791 ces projets échouèrent. Finalement, à la suite d’une vigoureuse campagne menée principalement en Irlande par l’avocat catholique Daniel O’Connell et avec le soutien du premier ministre le duc de Wellington  la plupart des restrictions restantes contre les catholiques dans le Royaume-Uni furent abrogées par le Catholic Relief Act de 1829.
En 1828, Daniel O’Connell avait gagné le siège parlementaire de Clare (Irlande) contre un candidat anglican. Cependant, de par le droit pénal existant à l’époque, O'Connell, un catholique, était empêché par l’obligation d’un serment anti-catholique de prendre son siège au Parlement. Cela agitait fort l’Irlande.  Sir Robert Peel, ministre de l'Intérieur, qui jusque-là s’était toujours opposé à l’Émancipation des catholiques, changea d’avis : « Si l'émancipation est un grand danger, la guerre civile en est un plus grand encore ». Il élabore le projet d’une nouvelle loi pour l’émancipation complète des catholiques du Royaume-Uni et le pilote à la Chambre des communes. Il a le soutien inconditionnel du premier ministre, le duc de Wellington, qui, devant la vive opposition des deux chambres et même du roi Georges IV menace de démissionner.

## Contenu et effets
Le Roman Catholic Relief Act élimine les nombreuses restrictions introduites aux XVIe et XVIIe siècles et alors imposées aux catholiques britanniques et irlandais pour formaliser la séparation de l’Église d’Angleterre de l’Église catholique romaine survenue en 1529 par la volonté d’Henri VIII.
Les clauses anti-catholiques du serment d'allégeance sont retirées du texte ce qui permet aux catholiques d’être élus au Parlement, de voter à diverses élections et d’obtenir un emploi dans la fonction publique, la magistrature, l'armée et tout autre poste de responsabilité civique ou politique. Un serment d‘allégeance reste de mise cependant. Certaines restrictions sont maintenues. Ainsi l'accès au trône d’Angleterre reste interdit aux catholiques: tout souverain devenant catholique ou se mariant avec un(e) catholique doit renoncer à la couronne d'Angleterre. Les ordres religieux - et parmi eux les Jésuites sont nommément mentionnés - ne peuvent porter leur habit religieux en des lieux publics ni recevoir de nouveaux membres. 
À court terme les effets de cette loi d’émancipation furent minimes. Peu de catholiques, en Angleterre et Écosse entrèrent dans la vie politique. À long terme l’Act eut un grand retentissement, surtout en Irlande où il fut perçu comme une victoire morale catholique. Partout en Europe catholique Daniel O’Connell est reçu comme un grand ‘Libéral catholique’. 
Toujours à long terme, l’Act permit la sortie complète de l’Église catholique d’une semi-clandestinité où elle vivait encore. Sa reconstruction et réorganisation s'organisa, avec sa culture propre, ses institutions, et progressivement une influence plus grande sur la vie publique. Elle acquit au cours du XIXe siècle une plus grande visibilité. Les catholiques ne sont plus des citoyens de seconde zone. Il est progressivement acquis que leur fidélité au pape n’enlève rien à leur attachement à la couronne d’Angleterre.